# Episodi di In aller Freundschaft (undicesima stagione)
L'undicesima stagione della serie televisiva In aller Freundschaft è stata trasmessa in anteprima in Germania da Das Erste tra l'11 dicembre 2007 e il 16 dicembre 2008.
| nº | Titolo originale              | Prima TV Germania |
| -- | ----------------------------- | ----------------- |
| 1  | Anfang oder Ende?             | 11 dicembre 2007  |
| 2  | Übermut tut selten gut        | 8 gennaio 2008    |
| 3  | Wie man sich bettet...        | 15 gennaio 2008   |
| 4  | Liebe fragt nicht             | 22 gennaio 2008   |
| 5  | Falsche Entscheidung?         | 5 febbraio 2008   |
| 6  | Augenblick der Liebe          | 12 febbraio 2008  |
| 7  | Grenzüberschreitung           | 19 febbraio 2008  |
| 8  | Sterbendes Vertrauen          | 26 febbraio 2008  |
| 9  | Mehr als nur das              | 4 marzo 2008      |
| 10 | Wahre Schönheit...            | 11 marzo 2008     |
| 11 | Tragische Stunden             | 18 marzo 2008     |
| 12 | Gemeinsam stark               | 25 marzo 2008     |
| 13 | Fremdes, ganz nah             | 1º aprile 2008    |
| 14 | Kopfüber ins neue Leben       | 8 aprile 2008     |
| 15 | Wink des Schicksals           | 15 aprile 2008    |
| 16 | Drogen, Sex und Rock 'n' Roll | 22 aprile 2008    |
| 17 | Schreckliche Gewissheit       | 29 aprile 2008    |
| 18 | Noch nicht zu spät            | 6 maggio 2008     |
| 19 | Langsam, aber sicher          | 13 maggio 2008    |
| 20 | Beziehungsprüfung             | 20 maggio 2008    |
| 21 | Alles oder Nichts             | 27 maggio 2008    |
| 22 | Wer gewinnt?                  | 3 giugno 2008     |
| 23 | Letzte Fahrt                  | 24 giugno 2008    |
| 24 | Jetzt erst recht!             | 1º luglio 2008    |
| 25 | Wunschkinder                  | 8 luglio 2008     |
| 26 | Unter großem Druck            | 15 luglio 2008    |
| 27 | Die Lust zu leben             | 22 luglio 2008    |
| 28 | Nichts ist, wie es scheint    | 29 luglio 2008    |
| 29 | Der Lauf der Zeit             | 23 settembre 2008 |
| 30 | Großmütiges Herz              | 30 settembre 2008 |
| 31 | Schwindendes Misstrauen       | 7 ottobre 2008    |
| 32 | Die Kraft der Gefühle         | 14 ottobre 2008   |
| 33 | Eindeutig zweideutig          | 21 ottobre 2008   |
| 34 | Atemlos                       | 28 ottobre 2008   |
| 35 | Wie Fremde                    | 28 ottobre 2008   |
| 36 | Mutterglück                   | 4 novembre 2008   |
| 37 | Haus und Hof                  | 11 novembre 2008  |
| 38 | Geben und Nehmen              | 18 novembre 2008  |
| 39 | Die richtige Intuition        | 25 novembre 2008  |
| 40 | Süßes Leben                   | 2 dicembre 2008   |
| 41 | Tragende Rolle                | 9 dicembre 2008   |
| 42 | Jauchzet, frohlocket          | 16 dicembre 2008  |